# سيرغي سولوفيوف
سيرغي سولوفيوف (بالروسية: Соловьёв, Сергей Михайлович)‏ (و. 1885 – 1942 م) هو كاتب، وشاعر من الإمبراطورية الروسية، والاتحاد السوفيتي، والاتحاد السوفياتي الروسي الاشتراكي، ولد في موسكو، بدأ مشواره المهني سنة 1905، توفي في قازان، عن عمر يناهز 57 عاماً.

## التعليم
تعلم في Faculty of History and Philology of Moscow University ‏
.